# NGC 4939
NGC 4939 est une vaste galaxie spirale située dans la constellation de la Vierge. Sa vitesse par rapport au fond diffus cosmologique est de 3 440 ± 23 km/s, ce qui correspond à une distance de Hubble de 50,7 ± 3,6 Mpc (∼165 millions d'al). NGC 4939 a été découverte par l'astronome germano-britannique William Herschel en 1786.
La classe de luminosité de NGC 4939 est II-III et elle présente une large raie HI. C'est aussi une galaxie active de type Seyfert 2.
En raison d'une brillance de surface égale à 14,27 mag/am2, on peut qualifier NGC 4939 de galaxie à faible brillance de surface (LSB en anglais pour low surface brightness). Les galaxies LSB sont des galaxies diffuses (D) avec une brillance de surface inférieure de moins d'une magnitude à celle du ciel nocturne ambiant.
À ce jour, 26 mesures non basées sur le décalage vers le rouge (redshift) donnent une distance de 36,131 ± 9,398 Mpc (∼118 millions d'al), ce qui est à l'extérieur des valeurs de la distance de Hubble. Notons cependant que c'est avec la valeur moyenne des mesures indépendantes, lorsqu'elles existent, que la base de données NASA/IPAC calcule le diamètre d'une galaxie et qu'en conséquence le diamètre de NGC 4939 pourrait être d'environ 83,0 kpc (∼271 000 al) si on utilisait la distance de Hubble pour le calculer.

## Morphologie
NGC 4939 a été utilisée par Gérard de Vaucouleurs comme une galaxie de type morphologique SAB(r)bc dans son atlas des galaxies,.

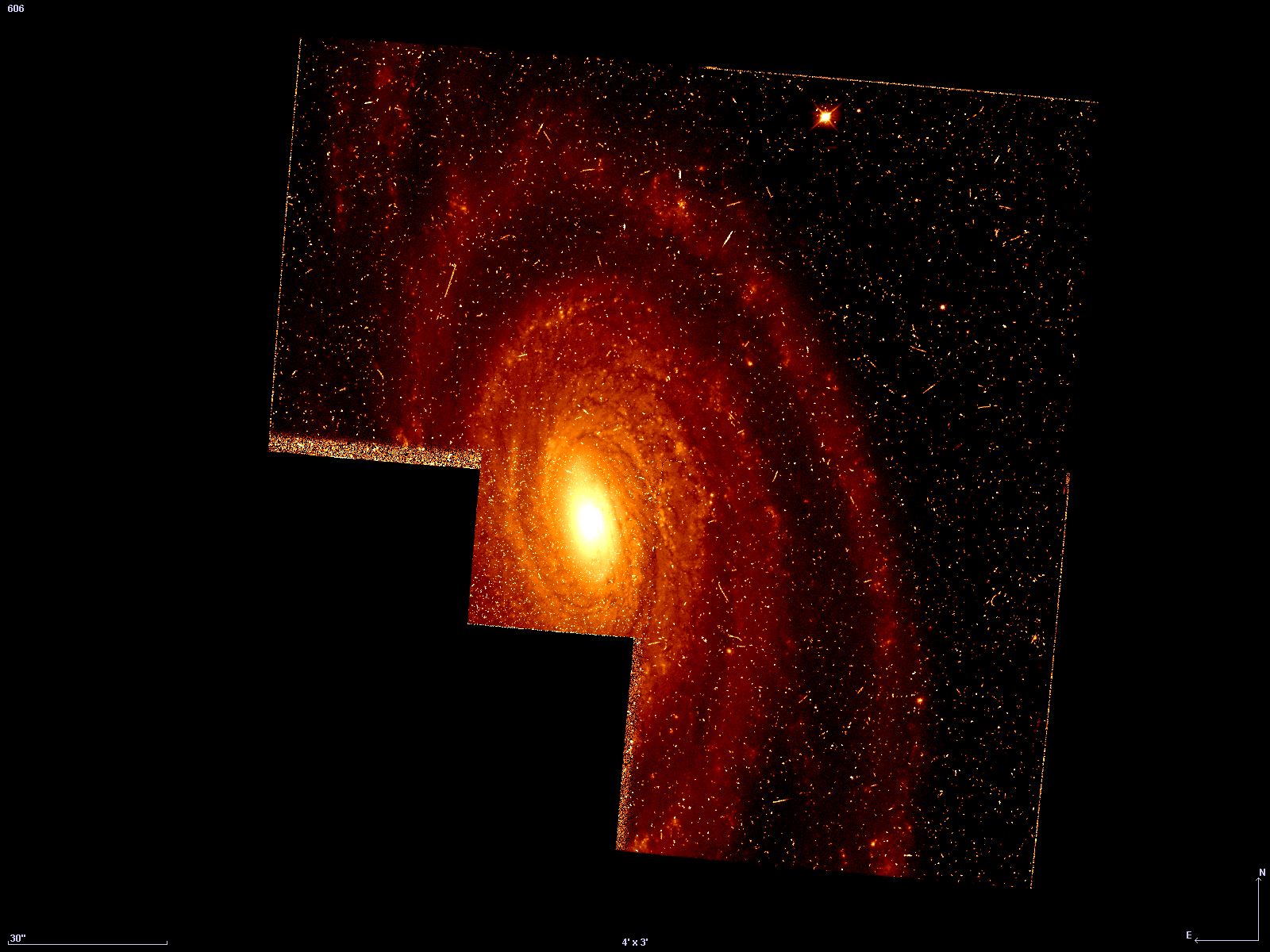
NGC 4939 par le télescope spatial Hubble.

Eskridge, Frogel et Pogge ont publié un article en 2002 décrivant la morphologie de 205 galaxies spirales ou lenticulaires rapprochées. Les observations ont été réalisées dans la bande H de l'infrarouge et dans la bande B (le bleu). Selon Eskridge et ses collègues, NGC 4939 est de type SABb dans la bande B et de type SABb dans la bande H. Le noyau ponctuelle de NGC 4939 est encastré dans un bulbe très elliptique. On constate la présence d'une barre de faible intensité qui donne aux isophotes externent du bulbe une forme de citron. Deux bras de grand style émergent des extrémités mineurs du bulbe. Les bras sont étroits et très bien définis. On peut les suivre tous deux sur ~540° avant qu'ils ne disparaissent. Les bras deviennent plus larges et plus diffus après les premiers ~360°.

## Supernova
Quatre supernovas ont été découvertes dans NGC 4939 : SN 1968X, SN 1973J, SN2008aw et SN 2014B.

### SN 1968X
Cette supernova a été découverte le 27 novembre 1968 par l'astronome suisse Paul Wild de l'université de Berne. Le type de cette supernova n'a pas été déterminé.

### SN 1973J
Cette supernova a été aussi été découverte par l'astronome suisse Paul Wild de l'université de Berne le 21 mai 1973. Le type de cette supernova n'a pas été déterminé.

### SN 2008aw
Cette supernova a été découverte le 2 mars 2008 par D. Winslow, W. Li et A. V. Filippenko l'université de Californie à Berkeley dans le cadre du programme LOSS (Lick Observatory Supernova Search) de l'observatoire Lick et indépendamment par l'astronome amateur australien Robert Evans. Cette supernova était de type II.

### SN 2014B
Cette supernova a été découverte le 2 janvier 2014 dans le cadre du programme LOSS (Lick Observatory Supernova Search) de l'observatoire Lick. Cette supernova était de type IIP.